# Et skib er ikke en ø
Et skib er ikke en ø er en dansk eksperimentalfilm fra 2005, der er instrueret af Tal R, Steen Møller Rasmussen og Jesper Fabricius.

## Handling
Denne artikel mangler et handlingsreferat. Hjælp os med at skrive det.